# Arrondissement de Port-Salut
Arrondissement de Port-Salut (franska: Port-Salut) är ett arrondissement i Haiti.   Det ligger i departementet Sud, i den sydvästra delen av landet, 170 km väster om huvudstaden Port-au-Prince. Antalet invånare är 54 286. Arean är 177 kvadratkilometer.
Terrängen i Arrondissement de Port-Salut är varierad.